# Жоон-Кунгой
Жоон-Кунгой (кирг. Жоон-Күңгөй) или Джон-Кюнгей — село в Сузакском районе Джалал-Абадской области Кыргызстана. Входит в состав Курманбекского айылного аймака.

## География
Село расположено в юго-восточной части области, на правом берегу реки Кёгарт, на расстоянии приблизительно 42 километров (по прямой) к северо-востоку от села Сузак, административного центра района. Абсолютная высота — 1399 метров над уровнем моря.

## История
До 8 сентября 2003 года село носило название Архангельское.

## Население
Согласно оценочным данным Национального статистического комитета Кыргызской Республики, численность населения села на начало 2023 года составляла 3499 человек.
| год     | 2009 | 2014 | 2015 | 2020 | 2021 | 2023 |
| ------- | ---- | ---- | ---- | ---- | ---- | ---- |
| человек | 2617 | 2917 | 2961 | 3320 | 3368 | 3499 |